# Caleb Green
Caleb Eugene Green (Tulsa, Oklahoma, 7 de octubre de 1985) es un baloncestista estadounidense que mide 203 cm,  cuya posición en la cancha es la de ala-pívot. Actualmente forma parte del Wonju DB Promy de la Liga de baloncesto de Corea.

## Trayectoria

### Carrera profesional
Caleb Green no fue seleccionado en el draft por un equipo NBA y decidió jugar profesionalmente en el extranjero. 
Comenzó su periplo europeo en el club alemán TBB Trier  promediando 17,9 puntos y 6,1 rebotes por partido. 
Posteriormente, Green firmó con el Dexia Mons-Hainaut de la Liga belga anotando 14,6 puntos y 6,2 rebotes por partido con 64.2 por ciento de acierto en tiros de campo, lo que le valió fichar por el BC Oostende con una extensión de contrato. 
En julio de 2011 firmó un contrato de un año con el Spirou Charleroi, en 2012 por el Orléans Loiret Basket de la liga francesa y en 2013 con el Dinamo Sassari de la italiana Lega Basket Serie A, siendo nombrado para el Segundo Equipo Ideal de la Eurocup en 2014.
En 2014 firma un contrato con el Unicaja Málaga de la Liga ACB. Tras una no muy buena temporada, el conjunto malagueño rescinde su contrato y Green pasa a formar parte del Galatasaray.